# 롯데이노베이트
롯데이노베이트 주식회사(영어: LOTTE INNOVATE)는 첨단 정보통신기술(ICT)과 서비스를 기반으로 비즈니스 전환(Business Transformation)을 이끄는 IT 회사이다.
롯데전자는 1973년에 일본 파이오니어와 합작으로 롯데파이오니아로 설립되어 오디오·카세트 전자제품만을 주력으로 생산했다. 현재는 국제전화 선불카드, 비데, 무선랜, 디지털도어록, 지문인식기 등의 제품을 생산하고 있다.